# Ейнаровичі
Ейнаровичі (біл. Эйнаравічы, рос. Эйнаровичи) — село в Білорусі, Логойському районі Мінської області, підпорядковане Янушковицькій сільській раді.
Село Ейнаровичі розташоване в центральних районах Білорусі, у північній частині Мінської області - орієнтовне розташування [Архівовано 11 червня 2020 у Wayback Machine.]